# Adil Khan III
Adil Khan III (Alam Khan) fou un sobirà farúquida de Khandesh besnet de Malik Iftikar Hasan (fill del fundador de la dinastia Malik Raja Ahmad). Fou proclamat per l'exèrcit de Gujarat el 1509 o 1511 després de derrotar les forces de Nizam Shah d'Ahmadnagar i les lleials al protegit d'aquest, Alam Khan. Va rebre el títol d'Azim Humayun i es va casar amb la filla de l'hereu de Gujarat, Muzaffar (II).
Adil Khan III després de traslladar-se a Burhanpur va enviar el seu parent i ex wazir Hisam al-Din (germa de Daud Khan) a Thalner. Quan va desconfiar d'aquest el va cridar a la cort a Burhanpur i el va fer matar. Quan Ahmad Nizam Shah d'Ahmadnagar va retornar amb un nou exèrcit acompanyat d'Alam Khan i es va presentar a Khandesh, Adil Khan III va demanar ajut a Gujarat que va enviar un exèrcit poderós i Ahmadnagar es va retirar. Adil III va utilitzar llavors l'exèrcit de Gujarat per obligar el raja de Baghlana a pagar un fort tribut.
El 1517 va acompanyar al seu gendre Muzaffar Shah de Gujarat en la seva campanya contra Rana Sanga de Chitor i Medini Raj, un ministre rebel de Malwa.
Va morir de malaltia a Burhanpur el 25 d'agost de 1520. El va succeir el seu fill Miran Muhammad Shah I.